# 特蕾澤公主 (巴伐利亞)
巴伐利亞的特蕾泽（德語：Therese von Bayern，1850年11月12日—1925年12月19日），巴伐利亞攝政王柳特波德的女兒。
特蕾泽公主是一位動物學家，曾在1880年代前往巴西亞馬遜森林勘查。1925年於林道去世，葬於慕尼黑的鐵阿提納教堂。